# Fußball-Weltmeisterschaft 2002/Türkei

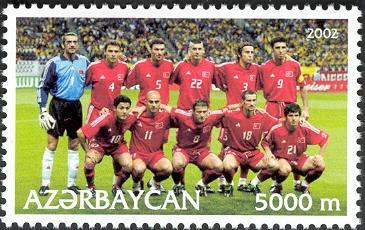
Die Türkische Fußballnationalmannschaft auf einer aserbaidschanischen Briefmarke zur Fußball-Weltmeisterschaft 2002

Die türkische Fußballnationalmannschaft bei der Fußball-Weltmeisterschaft 2002 in Japan und Südkorea:

## Qualifikation
Die Türkei musste in der Qualifikation gegen Schweden, die Slowakei, Mazedonien, Aserbaidschan und Moldawien antreten. Der Erstplatzierte qualifizierte sich direkt für die WM 2002, auf Platz 2 konnte man sich über eine Play-off-Runde noch für die WM qualifizieren.
Nachdem man mit 7 Punkten aus den ersten drei Spielen einen zufriedenstellenden Auftakt hatte, konnte das Team zu Hause gegen die Slowakei und Mazedonien jeweils nur ein Unentschieden erreichen. Die Heimniederlage gegen Schweden am vorletzten Spieltag sorgte dafür, dass die Türkei sich mit Platz 2 begnügen musste und nun in der Play-off-Runde die Chance auf die WM-Teilnahme hatte.
Als Gegner wurde Österreich der Türkei zugelost. Nach einem 1:0-Sieg in Wien konnte man zu Hause Österreich mit 5:0 schlagen und war somit zum ersten Mal seit der WM 1954 wieder für eine Weltmeisterschaft qualifiziert.
Spielergebnisse
| 02. September 2000 | Türkei        | – | Moldawien     |  | 2:0 |
| 07. Oktober 2000   | Schweden      | – | Türkei        |  | 1:1 |
| 11. Oktober 2000   | Aserbaidschan | – | Türkei        |  | 0:1 |
| 24. März 2001      | Türkei        | – | Slowakei      |  | 1:1 |
| 28. März 2001      | Mazedonien    | – | Türkei        |  | 1:2 |
| 02. Juni 2001      | Türkei        | – | Aserbaidschan |  | 3:0 |
| 06. Juni 2001      | Türkei        | – | Mazedonien    |  | 3:3 |
| 01. September 2001 | Slowakei      | – | Türkei        |  | 0:1 |
| 05. September 2001 | Türkei        | – | Schweden      |  | 1:2 |
| 06. Oktober 2001   | Moldawien     | – | Türkei        |  | 0:3 |

Relegationsspiel
| 10. November 2001 | Österreich | – | Türkei     |  | 0:1 |
| 14. November 2001 | Türkei     | – | Österreich |  | 5:0 |

## Türkisches Aufgebot
Im Vorfeld lud der Nationaltrainer Şenol Güneş 28 Spieler in sein vorläufiges Aufgebot, von denen İsmail Güldüren (Gençlerbirliği Ankara) während der Vorbereitungsphase aus dem Kader genommen wurde, aufgrund einer Knieverletzung. Im weiteren Verlauf zum endgültigen 23-Mann-Kader wurden folgende Spieler vom Nationaltrainer noch aussortiert: der vierte Torhüter Metin Aktaş (Trabzonspor), Defensivspieler Cihan Haspolatlı (Kocaelispor), Stürmer Serhat Akın (Fenerbahçe Istanbul) und überraschend der Spanien-Legionär Tayfun Korkut vom Erstligisten Real Sociedad.
| Nr.               | Name             | Verein vor WM-Beginn | Geburtstag | Spiele   | Tore     |          |          |          |          |
| Torhüter          | Torhüter         | Torhüter             | Torhüter   | Torhüter | Torhüter | Torhüter | Torhüter | Torhüter | Torhüter |
| ----------------- | ---------------- | -------------------- | ---------- | -------- | -------- | -------- | -------- | -------- | -------- |
| 1                 | Rüştü Reçber     | Fenerbahçe Istanbul  | 10.05.1973 | 7        | 0        | 1        | 0        | 0        |          |
| 12                | Ömer Çatkıç      | Gaziantepspor        | 15.10.1974 | 0        | 0        | 0        | 0        | 0        |          |
| 23                | Zafer Özgültekin | MKE Ankaragücü       | 10.03.1975 | 0        | 0        | 0        | 0        | 0        |          |
| Abwehrspieler     |                  |                      |            |          |          |          |          |          |          |
| 2                 | Emre Aşık        | Galatasaray Istanbul | 13.12.1973 | 2        | 0        | 2        | 0        | 0        |          |
| 3                 | Bülent Korkmaz   | Galatasaray Istanbul | 24.11.1968 | 6        | 1        | 0        | 0        | 0        |          |
| 4                 | Fatih Akyel      | Fenerbahçe Istanbul  | 26.12.1977 | 7        | 0        | 1        | 0        | 0        |          |
| 5                 | Alpay Özalan     | Aston Villa          | 29.05.1973 | 5        | 0        | 2        | 0        | 1        |          |
| 16                | Ümit Özat        | Fenerbahçe Istanbul  | 30.10.1976 | 2        | 0        | 0        | 0        | 0        |          |
| 20                | Hakan Ünsal      | Blackburn Rovers     | 14.05.1973 | 4        | 0        | 0        | 0        | 1        |          |
| 22                | Ümit Davala      | AC Mailand           | 30.07.1973 | 7        | 2        | 0        | 0        | 0        |          |
| Mittelfeldspieler |                  |                      |            |          |          |          |          |          |          |
| 7                 | Okan Buruk       | Inter Mailand        | 19.10.1973 | 1        | 0        | 0        | 0        | 0        |          |
| 8                 | Tugay Kerimoğlu  | Blackburn Rovers     | 24.08.1970 | 7        | 0        | 3        | 0        | 0        |          |
| 10                | Yıldıray Baştürk | Bayer 04 Leverkusen  | 24.12.1978 | 7        | 0        | 0        | 0        | 0        |          |
| 11                | Hasan Şaş        | Galatasaray Istanbul | 01.08.1976 | 6        | 2        | 2        | 0        | 0        |          |
| 13                | Mustafa İzzet    | Leicester City       | 31.10.1974 | 1        | 0        | 0        | 0        | 0        |          |
| 14                | Tayfur Havutçu   | Beşiktaş Istanbul    | 23.04.1970 | 3        | 0        | 0        | 0        | 0        |          |
| 18                | Ergün Penbe      | Galatasaray Istanbul | 17.05.1972 | 5        | 0        | 1        | 0        | 0        |          |
| 19                | Abdullah Ercan   | Fenerbahçe Istanbul  | 08.12.1971 | 0        | 0        | 0        | 0        | 0        |          |
| 21                | Emre Belözoğlu   | Inter Mailand        | 07.09.1980 | 6        | 1        | 1        | 0        | 0        |          |
| Stürmer           |                  |                      |            |          |          |          |          |          |          |
| 6                 | Arif Erdem       | Galatasaray Istanbul | 02.01.1972 | 4        | 0        | 0        | 0        | 0        |          |
| 9                 | Hakan Şükür      | AC Parma             | 01.09.1971 | 7        | 1        | 1        | 0        | 0        |          |
| 15                | Nihat Kahveci    | Real Sociedad        | 23.11.1979 | 2        | 0        | 0        | 0        | 0        |          |
| 17                | İlhan Mansız     | Beşiktaş Istanbul    | 10.08.1975 | 7        | 3        | 1        | 0        | 0        |          |
| Trainer           |                  |                      |            |          |          |          |          |          |          |
|                   | Şenol Güneş      |                      | 01.06.1952 |          |          |          |          |          |          |

## Vorrunde
Die Türkei wurde in Gruppe C gelost. Gegner waren Rekordweltmeister Brasilien sowie die beiden Außenseiter Costa Rica und China. Platz 2 war deshalb auch ohne weiteres möglich.
Nachdem man das Auftaktspiel gegen Brasilien verloren hatte - Rivaldo hatte durch eine vorgetäuschte Kopfverletzung eine rote Karte provoziert-, trennte man sich gegen Costa Rica leistungsgerecht mit einem Unentschieden. Im letzten Spiel gegen China war daher ein Sieg Pflicht und gleichzeitig musste man hoffen, dass die bereits fürs Achtelfinale qualifizierten Brasilianer gegen Costa Rica gewannen. Beides trat ein, Brasilien schlug Costa Rica mit 5:2 während die Türkei China ohne Probleme schlagen konnte.
Spielergebnisse
| 03. Juni 2002 | Brasilien  | – | Türkei |  | 2:1 |
| 09. Juni 2002 | Costa Rica | – | Türkei |  | 1:1 |
| 13. Juni 2002 | Türkei     | – | China  |  | 3:0 |

## Finalspiele
Im Achtelfinale traf die Türkei auf den Sieger der Gruppe H - Gastgeber Japan. In einem eher schwachen Spiel behielt die Türkei die Oberhand und kam ins Viertelfinale, wo man auf den Senegal, Afrikas letzten Vertreter, traf. Als das Spiel nach 90 Minuten noch torlos war, musste das Spiel in die Verlängerung. Bereits in der 95. Minute traf İlhan Mansız. Die Türkei war damit per Golden Goal im Halbfinale.
Dort traf man wiederum auf Brasilien. Im zweiten Aufeinandertreffen gelang es den Türken nicht den späteren Weltmeister ernsthaft in Bedrängnis zu bringen. Lediglich dank Torhüter Rüştü Reçber verlor man nur mit 0:1.
Im Spiel um Platz 3 traf man auf den zweiten Gastgeber der WM. In einem ansehnlichen, allerdings auch sportlich nahezu bedeutungslosen Spiel, gewann man mit 3:2. Hakan Şükür erzielte im Spiel nach 11 Sekunden die Führung für die Türkei, was bis dato das schnellste Tor in einem WM-Spiel darstellt.
Spielergebnisse
| Achtelfinale     | 18. Juni 2002 | Japan     | – | Türkei |  | 0:1       |
| Viertelfinale    | 22. Juni 2002 | Senegal   | – | Türkei |  | 0:1 n.GG. |
| Halbfinale       | 26. Juni 2002 | Brasilien | – | Türkei |  | 1:0       |
| Spiel um Platz 3 | 29. Juni 2002 | Südkorea  | – | Türkei |  | 2:3       |